# Procamallanus longus
Procamallanus longus is een rondwormensoort uit de familie van de Camallanidae. De wetenschappelijke naam van de soort is voor het eerst geldig gepubliceerd in 2006 door Moravec, Justine & Rigby.